# Culicicapa ceylonensis
El papamoscas cabecigrís o papamoscas canario de cabeza gris (Culicicapa ceylonensis) es una especie de ave paseriforme de la familia Stenostiridae encontrada en Asia tropical y la Wallacea. Tiene una cresta cuadrada, una capucha gris y las partes inferiores amarillas. Habita principalmente en hábitats boscosos donde a menudo se unen a otras especies de aves en bandadas de forrajeo mixtas. Se reconocen varias subespecies dentro de su amplio rango de distribución. En el pasado, el género Culicicapa fue considerado como parte de la familia Muscicapidae, pero algunos estudios han comprobado que pertenecen a una nueva familia designada Stenostiridae que incluye a los géneros africanos Stenostira y Elminia y el asiático Chelidorhynx.

## Descripción

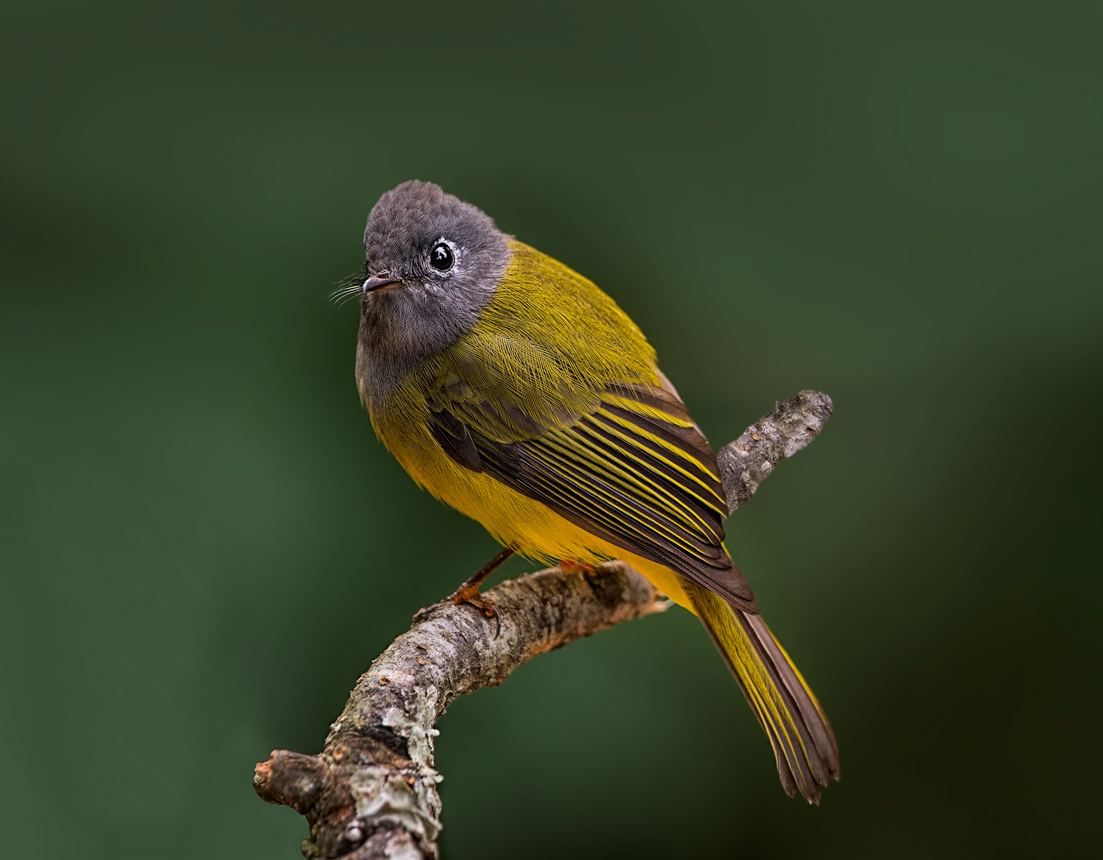
Subespecie nominal de la India.

Mide aproximadamente entre 12 y 13 cm de longitud, tiene la cabeza gris, el vientre amarillo canario y las partes superiores de color verde amarillento. Se alimentan de forma activa al igual que los atrapamoscas y se posa en una postura muy vertical. Los sexos son indistinguibles en el plumaje. Tienen el pico plano (que le dio el nombre a su género anterior Platyrhynchus) que cuando se ve desde arriba tiene forma de triángulo equilátero y está bordeado con largas cerdas rictales.
A través de su área de distribución, las poblaciones se diferencian en los tonos de los colores y varían ligeramente en sus dimensiones, varias de ellas han sido designadas subespecies. Las subespecie nominal se reproduce en la India peninsular, en las colinas de los Ghats occidentales, las montañas Nilgiris, la India central y los Ghats orientales (Lammasingi) y Sri Lanka. La subespecie C. c. calochrysea descrita por Harry Oberholser en 1923 se reproduce desde el Himalaya hasta Birmania y Tailandia e inverna en el sur de la India. La subespecie C. c. antioxantha, que también fue descrita por Oberholser en 1923, tiene un área de reproducción desde el sur de Birmania, Tailandia a través de Malasia a Java y Bali. Las formas insulares son C. c. sejuncta, descrita por Ernst Hartert en 1897, natural de Sumbawa, Flores y posiblemente de Lombok, y C. c. connectens, descrita por Bernhard Rensch en 1931, endémica de la isla de Sumba.
Esta especie fue considerada anteriormente en la familia Muscicapidae a pesar de su extraña cresta, colores y la naturaleza de sus vocalizaciones. Sin embargo, estudios de filogenia molecular demuestran que son bastante diferentes y se ha colocado en la familia Stenostiridae, que está estrechamente relacionada con los páridos y los pájaros moscones.

## Distribución geográfica yhábitat
Esta especie cría en las tierras altas de robles de montaña (Quercus) y otros bosques de hoja ancha y zonas boscosas similares en áreas templadas y tropicales del sur de Asia, desde Pakistán, la India central, Bangladés y Sri Lanka hasta Indonesia y el sur de China. Muchas poblaciones son residentes, pero algunas aves del Himalaya migran parcialmente en el invierno a la India peninsular. Otras poblaciones pueden realizar movimientos altitudinales, pero en algunas partes del este del Himalaya como Bután, se ha observado que residen durante todo el año, y se pueden encontrar hasta por encima de 2000 m s. n. m. Durante la temporada no reproductiva, se observan en las llanuras y elevaciones más bajas (de septiembre a marzo en la India) cuando prefieren las zonas boscosas y los bosques secundarios relativamente maduros, plantaciones abandonadas y jardines, por lo general cerca del agua y corrientes que incluyen quebradas boscosas. Son muy activos y ruidosos durante todo el día alimentándose en todos los niveles del bosque.

## Comportamiento y ecología
Es insectívoro y al igual que otros papamoscas hace salidas desde una posición baja en la copa de un árbol para atrapar insectos en el aire. Una pareja puede alimentarse junta y a menudo se unen bandadas de forrajeo mixtas. Se reproducen en verano (de abril a junio en la India y, posiblemente, más tarde en el oeste de China
). El nido, construido solo por la hembra, es una cuenco sin forrar unido por telarañas y con frecuencia unido al musgo o cubierto por él. El nido es construido en el tronco cubierto de musgo de un árbol o sobre rocas o en una repisa en un banco de lodo. La puesta típica es de tres o cuatro huevos. El cuco huidizo ha sido observado parasitando las crías de esta especie en el norte de Borneo.